# Titanium
Titanium – czwarty singel francuskiego DJ-a Davida Guetty nagrany z udziałem australijskiej piosenkarki Sii Furler, pochodzący z albumu Guetty Nothing but the Beat. Utwór został wydany 9 grudnia 2011 w formacie digital download. Piosenkę stworzyli: Sia Furler, David Guetta, Giorgio Tuinfort i Nick Van De Wall, a wyprodukowali: David Guetta, Giorgio Tuinfort i Afrojack.

## Cover Dody
W 2012 cover utworu nagrała Doda, który wydała 24 grudnia 2012 r.

### Teledysk
Do wersji Rabczewskiej nakręcono czarno-biały teledysk, w którym Doda śpiewa w studiu nagraniowym. Klip na stronie YouTube odnotowuje ponad 4,5 miliona odtworzeń. Teledysk został wyemitowany m.in. przez 4fun.tv, VIVA Polska oraz przez włoską stację muzyczną „For Music TV”.

### Notowania
| Prowadzenie  | Lista przebojów      | Pozycja | Źródło |
| ------------ | -------------------- | ------- | ------ |
| 4fun.tv      | Lajk Czart           | 1       | [ 3 ]  |
| Viva Polska  | Top 20 na viva-tv.pl | 4       | [ 4 ]  |
| Viva Polska  | Net Charts           | 1       | [ 5 ]  |
| Muzykoholicy | LGBT Hits            | 1       | [ 6 ]  |
| Muzykoholicy | PL TOP 30            | 3       | [ 7 ]  |

### Wyróżnienia
| Nagroda                           | Kategoria  | Rezultat  | Źródło |
| --------------------------------- | ---------- | --------- | ------ |
| 2nd Annual All About Music Awards | Cover roku | Nominacja | [ 8 ]  |